# 所沢市指定文化財一覧
所沢市指定文化財一覧（ところざわししていぶんかざいいちらん）は、埼玉県所沢市指定の文化財の一覧である。指定日などを掲載する。

## 概要
市指定文化財の建造物は7件ある。ほかに所沢市内には国の重要文化財は3件、県指定有形文化財の建造物は2件ある。国の登録有形文化財は11件ある（埼玉県の登録有形文化財一覧を参照）。

## 有形文化財 建造物
- 八坂神社本殿（昭和42年9月7日指定）
- 勝光寺山門（昭和44年6月27日指定）
- 多聞院毘沙門堂（昭和44年6月27日指定）
- 旧田中家穀倉（昭和44年6月27日指定）
- 長源寺四脚門
- 六所神社本殿
- 勝光寺本堂

## 有形文化財 絵画
- 狩野洞雲筆 仙人遊戯図
- 石川文松筆　六歌仙図大絵馬
- 観斎筆　煙草屋図大絵馬
- 不動明王三尊
- 両界曼荼羅
- 三上文筌筆 坂稲荷神社社殿装飾絵
- 石川文松筆 曲水清遊図・蓮花図杉戸絵
- 三上文筌筆　富士巻狩図大絵馬

## 有形文化財 工芸品
- 脇差 銘 武州久米住人君万歳寿次
- 刀 銘 武州久米住平塚信濃守末孫寿次作
- 脇差 銘 (表)武州久米住源寿次(裏)源光人造門人（瓢紋）
- 槍 銘 武州久米住君万歳源寿次
- 双鳥草華文八稜鏡
- 朝鮮式銅鐘
- 銅製三尊懸仏

## 有形文化財 彫刻
- 木造千手観音立像
- 銅造薬師如来立像
- 木造蔵王権現立像
- 木造阿弥陀如来坐像
- 木造阿弥陀如来坐像及び両脇侍像
- 木造毘沙門天立像
- 木造大日如来坐像
- 木造不動明王立像及び両脇侍像
- 金銅造阿弥陀三尊立像

## 有形文化財 書跡・典籍・古文書
- 斎藤鶴磯書七言律詩
- 斎藤鶴磯書坂稲荷神社幟
- 西郷南洲書五言絶句・勝海舟書和歌
- 勝海舟書『求友館』扁額
- 大智度論
- 東山天皇勅書 普光勝智・法源如實禅師諡号
- 弥右衛門覚書
- 北野天神社中世文書
- 旧玉宝院修験文書
- 桜木神社文書
- 旧石山家文書
- 澤田家文書
- 岩岡家文書

## 有形文化財 歴史資料
- 長源寺諸堂古絵図（昭和48年9月7日指定）
- 磯谷有技の碑
- 旗本沢氏画像
- 日歌輪翁之碑
- 金乗院安永九年算額
- 旗本宇佐美家・久貝家の墓
- 旗本中根氏の墓
- 旗本久松氏の墓
- 旗本花井氏の墓
- 齊藤家文書及び関連史料

## 有形文化財 考古資料
- 山口氏の墓塔
- 大石信重の墓塔
- 弥陀一尊種子板石塔婆
- 弥陀三尊来迎図像板石塔婆
- 月待供養十三仏板石塔婆
- 漆紙文書
- 膳棚遺跡出土縄文土器及び土製品

## 有形民俗文化財
- 御幸町山車及び二代原舟月作人形「関羽・周倉」 附 人形銘札一枚
- 元町本町山車及び三代原舟月作人形頭「加藤清正」 附 人形銘札一枚
- 有楽町山車
- 所沢絣 附 製作用具一式
- 安松の竹細工
- 荒幡の富士
- 富士講記念碑
- 北秋津富士塚及び富士講記念碑
- 長久寺　廻国供養塔
- 金乗院十夜講双盤鉦及び太鼓
- 八雲神社祭礼用具 附 箱十二合
- 茶業農家の衣生活資料
- 旧和田家の衣生活資料

## 無形民俗文化財
- 岩崎簓獅子舞
- 重松流祭ばやし

## 史跡
- 元弘青石塔婆所在跡（昭和33年10月25日指定）
- 弘法の三ツ井戸
- 木村・徳田両中尉墜落地
- 明治天皇行在所跡
- 砂川遺跡
- 膳棚遺跡
- 航空発祥の地
- 滝之城横穴墓群
- 東の上遺跡

## 名勝
- 尊桜の歌碑

## 天然記念物
- クマガイソウ群落（昭和33年10月25日指定）
- キャラボク（昭和43年7月30日指定）